# Treungenbanen
Treungenbanen var og er til dels stadig en jernbane mellem Arendal og Treungen i Norge. Banen blev åbnet over tre omgange i 1908, 1910 og 1913. Trafikken på den øvre del mellem Nelaug og Treungen blev indstillet i 1967, mens den nedre del mellem Arendal og Nelaug stadig er i drift som sidebanen Arendalsbanen.

## Historie
Treungenbanen blev projekteret og bygget af NSB som en lokalbane, der skulle forbinde Arendal med en vigtig del af byens opland langs med Nidelven. Etableringen af Arendal-Åmlibanen blev vedtaget i 1894, og strækningen fra Arendal til Froland kunne tages i brug 23. november 1908. 17. december 1910 blev banen forlænget til Åmli og 14. december 1913 til Treungen (Tveitsund). Fra dette tidspunkt fik den også navnet Tveitsundbanen, som dog kort tid efter blev ændret til Treungenbanen. De største anlægsarbejder på strækningen omfattede Barbutunnelen ved Arendal Station og to broer over Nidelven. Den ene bro blev opført som en gitterbro ved Froland kirke, mens den anden, Bøylefoss bru, blev opført som en stenbro med hvælvinger ved Bøylefoss.
Der var diskussioner om at forlænge banen videre til Fyresdal, men det blev ikke til noget. Til gengæld fik den på Rise tilslutning til banen til Grimstad. Denne strækning var oprindeligt anlagt som privatbane, men den blev overtaget af NSB i 1912 og drevet under navnet Grimstadbanen. Treungenbanen og Grimstadbanen var begge anlagt som smalsporede, men dele af banelegemet var gjort klar til normalspor. Et af formålene med banerne var transport af tømmer og malm, og Treungenbanen havde egen kaj og godsstation ved havnen i Arendal. Men persontrafikken var også vigtig.
I 1935 blev Sørlandsbanen forlænget til Nelaug, og den gamle Treungenbanen blev delt i to sidebaner. Den sydlige del til Arendal blev ombygget til normalspor, så Sørlandsbanens tog kunne fortsætte ad den til Arendal. Det var dog kun en provisorisk ordning, indtil resten af Sørlandsbanen til Kristiansand åbnede i 1938. Den nordlige del af Treungenbanen forblev imidlertid smalsporet, hvilket betød at passegerne måtte skifte, og alt gods lades om i Nelaug.
I 1946 blev den nordlige del af Treungenbanen mellem Nelaug og Treungen også ombygget til normalspor. Søftestad gruver var banens store kunde, og der gik malmtog til Arendal flere gange om ugen. Malmen blev eksporteret til industrien i Europa, især til Tyskland. Enkelte år blev der transporteret 30-40.000 tons malm med banen. Men i 1965 blev driften af Søftestad gruver indstillet. I 1967 vedtog Stortinget at nedlægge jernbanen fra Nelaug til Treungen med virkning fra 1. oktober 1967. Banen skulle erstattes med en bedre vej fra Åmli til Nissedal og med en buslinie fra Arendal til Vest-Telemark. Riksvei 41, også kaldet Telemarksvegen, følger i dag den gamle jernbanetrace på en stor del af strækningen mellem Åmli og fylkegrænsen til Telemark. Bustrafikken der skulle erstatte banen blev startet af Fyresdal-Vrådal-Nissedal Billag i sommeren 1967. Dets efterfølger Telemark Bilruter drev en kombineret linje mellem Arendal og Vrådal indtil 1. januar 2017, hvor strækningen efter et udbud blev delt i flere dele med skift i Åmli.

## Banen i dag
Sporene på Treungenbanen mellem Simonstad og Treungen blev taget op i 1970. Stykket mellem Nelaug og Simonstad fik lov at overleve som godsbane og har perioder været benyttet til transport af tømmer. Den sydlige del af banen mellem Arendal og Nelaug er stadig i drift som Arendalsbanen, der i dag fungerer som en sidebane til Sørlandsbanen. Arendalsbanen blev elektrificeret i 1995.
Flere af bygningerne på den oprindelige Treungenbanen er i dag fredede. Det gælder for eksempel på Rise Station, hvor stationsbygningen og flere andre bygninger er fredede. Tilsvarende gælder for Sandå Station, hvor stationsbygningen er fredet udvendigt og indvendigt og daset udvendigt. Bygningerne, der i dag bruges til beboelse, blev tegnet af Ivar Næs i forbindelse med stationens åbning i 1913. Den tidligere stationsbygning i Åmli eksisterer også stadig og bruges nu som folkebibliotek. Kollegaen i Gaukås blev til gengæld totalskadet ved en brand 1. august 2008 efter at være blevet fraflyttet som følge af en konflikt mellem ejerne og et lokalt affaldsdepot.